# Xavier Corosine
Xavier Corosine (Fréjus, 12 marzo 1985) è un ex cestista francese.

## Palmarès
- Campionato francese: 1

JSF Nanterre: 2012-13
- Coppa di Francia: 1

JSF Nanterre: 2013-14